# إيما بيري
إيما بيري (بالإيطالية: Emma Baeri) (مواليد 11 يوليو 1942) مؤرخة وكاتبة مقالات نسوية صقلية، لعبت دورًا نشطًا في تنظيم العمل السياسي النسوي والحياة الأدبية في إيطاليا جنبًا إلى جنب مع مسيرتها الأكاديمية.

## السيرة الذاتية
ولدت بيري في باليرمو بإيطاليا، لأبوين هما إرنستو بايري، مهندس كهرباء، وماريا باريزي، خلال طفولتها عاشت في مدينتي جرجنت، وبياتسا أرميرينا، وعندما وصلت عمر المراهقة انتقلت إلى قطانية مع عائلتها في عام 1951.
في عام 1960 حصلت على دبلوم المدرسة الثانوية في مدرسة ماريو كوتيلي الكلاسيكية الثانوية في قطانية، وفي عام 1968 تخرجت بدرجة علمية في العلوم السياسية من جامعة كاتانيا مع أطروحة حول تاريخ المذاهب السياسية حول إصلاحات التعليم في صقلية في النصف الثاني من القرن الثامن عشر، وأصبحت باحثة ومدربة للتاريخ الحديث في نفس الكلية من عام 1972 إلى عام 2007.

## انظر ايضا
- النسوية في إيطاليا
- تاريخ الحركة النسوية